# Marcel Halstenberg
Marcel Halstenberg (Laatzen, 27 de setembro de 1991) é um ex-futebolista alemão que atuava como zagueiro. 

## Carreira
Marcel Halstenberg começou a carreira no Hannover 96.

## Títulos
RB Leipzig
- Copa da Alemanha: 2021–22, 2022–23